# Nacho Aguayo
Nacho Aguayo Martín (Madrid, 3 de desembre de 1979) és un dissenyador espanyol d'alta costura, caracteritzat per l'elegància dels seus dissenys.
La seva carrera professional comença en el atelier de Felipe Varela, al mateix temps que estudia disseny al Centre Superior de Disseny de Moda de la Universitat Politècnica de Madrid. Es forma a Madrid, Barcelona, Roma i a la Universitat Parsons de Nova York.
Després d'una formació qualificada exerceix llocs de diferent responsabilitat en signatures com Springfield, Loewe, Grup Inditex o Badgley Mischka a Nova York. Carmen March va ser la seva principal mentora, des que se submergís al costat d'ella en la seva marca al desembre de 2007.
L'any 2010, s'inaugura el seu taller de costura, gràcies al com recull grans èxits i aconsegueix ser finalista de Who’s On Next de la revista Vogue durant dos anys consecutius en 2013 i 2014 al costat de dissenyadors com Juan Vidal.
Compagina el treball en la seva pròpia signatura i taller, amb classes de moda com a professor en el IED (Institut Europeu de Disseny), alhora que continua la seva marxa amb 
Carmen March com a director de disseny de Pedro del Ferro Madrid. Durant aquest període aconsegueix el Premi Cosmopolitan 2013 i el premi PRIX de la Moda Marie Claire 2014.L'any 2015 després de tancar el seu taller comença una nova etapa professional en CH Carolina Herrera fins que al maig de 2016 torna al Grup Cortefiel com a director de disseny de Cortefiel i Pedro del Ferro dona.
En 2016 va ser pare per gestació subrogada.

## Premis y reconeixements
- Finalista: Who's On Next de Vogue (2013)[5]
- Finalista: Who's On Next de Vogue (2014)
- Premi Cosmopolitan (2013)
- Premi PRIX de Marie Claire (2014)